# Eduard Elbogen
Eduard Elbogen (25. Januar 1857 in Prag – 30. August 1931 in Wien) war ein österreichischer Talkum-Industrieller.

## Familie
Eduard Elbogens Eltern waren Jakob Samuel Elbogen (1820 in Prag – 1920 in Wien) und Marie, geborene Schulhof (23. Mai 1833 in Prag – 1922 in Wien). Seine Geschwister waren Friedrich (1854–1909; Hof- und Gerichtsadvokat und Vater von Franz und Paul), Hermine Silzer und Julius (Gyula).
Verheiratet war Eduard mit Jenni Melanie, geborene Kadelburg, (23. Oktober 1864 in Budapest – 1942). Das Paar hatte vier Kinder: Lilli Agathe Elbogen (hat zusammen mit Franz die Tochter Mariedi Anders), Auguste Klarmann, Edgar Dagobert Elbogen (1899–) und Lothar Stefan Elbogen (19. Juni 1900 in Mödling – 1941 vermutlich in Zasavica bei Sabac). Seine Frau wurde am 28. Juni 1942 nach Theresienstadt deportiert und am 23. September weitertransportiert nach Treblinka.

## Unternehmen

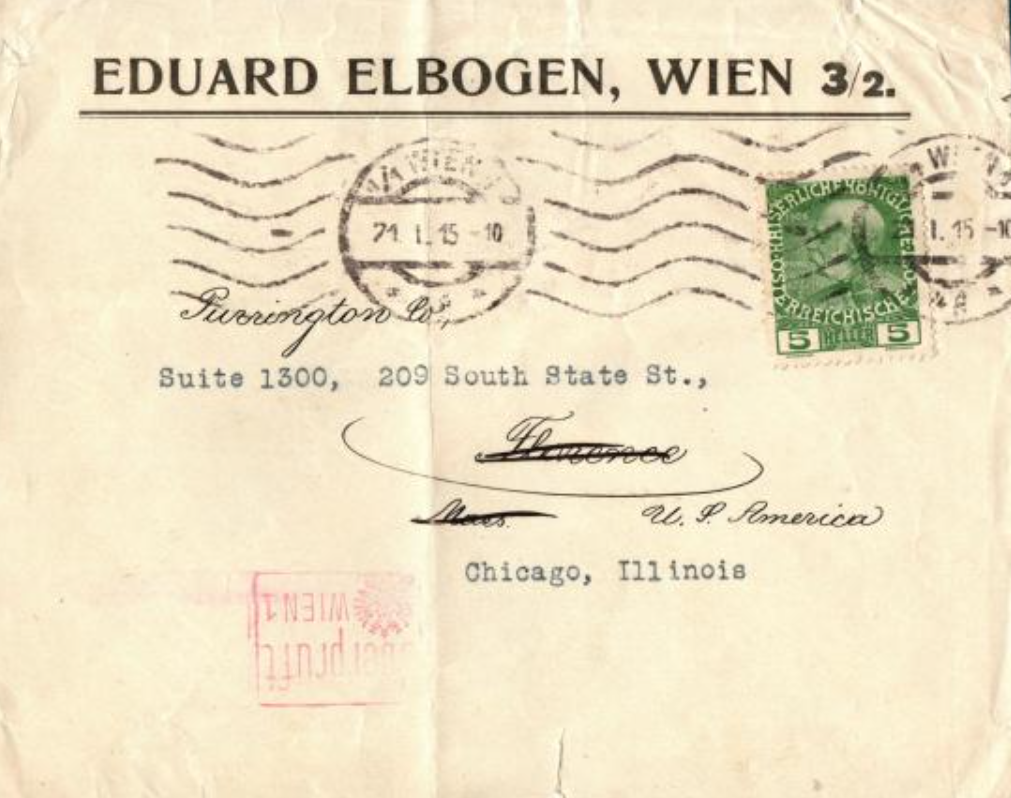
Briefumschlag Eduard Elbogen, Wien 3-2.(versandt am 21. Januar 1915 nach Chicago, Illinois)

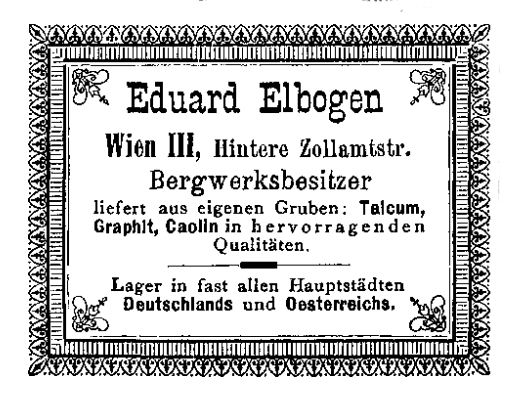
Firmenwerbung 1892

Reklamen in: The Mining Journal vom 24. Juli 1886

Elbogen gründete 1886 die Firma Eduard Elbogen. Dem anfänglichen Verkauf von Talkum folgte um die Jahrhundertwende dann noch zusätzlich auch die Herstellung von Talkum. Der Kauf eines Talkum-Bergwerkes auf dem Rabenwald, der Jocherl-Grube in Floing, der sich ebenfalls auf dem Rabenwald befindlichen Hummelbauer-Grube und der Erwerb der Mittermühle läuteten den Beginn einer stetig wachsenden Vergrößerung der Firma ein, die sich im Laufe der Jahrzehnte zum leistungsfähigsten Betrieb und Marktführer seiner Branche in Österreich entwickelte. Eduard war auch Begründer der Verarbeitung von Talkum in der Papierfabrikation.
Der Federweißbergbau wurde in Lessach 1895 durch die Firma des Federweißhändlers Eduard Ellbogen<sic> eröffnet und musste aus wirtschaftlichen Gründen schon am 11. August 1900 wieder geschlossen werden. (Die 1. Salzburger Federweißgewerkschaft reaktivierte im April 1919 das inzwischen verfallene Bergwerk.)
Um 1909 verfügte Eduard über Konzessionen, Pacht- und Schürfrechte in der Steiermark, Deutschland und Tschechien sowie über vier Mahlwerke mit Turbinenantrieb.

### Weitere Produktionspalette
- Asbest[5]
- Grafit und Grafittabletten aus seinem Čučice-Ketkowitzer Graphitwerk[6]
- Erdfarben in allen Nuancen[7]
- Kaolin (Porzellanerde)[8]
- Alabaster (Gips)

### Führungswechsel und „Arisierung“
Nach Eduards Tod 1931 leitete sein Sohn Lothar die Talkumbergbau- und Großhandelsfirma Edward Elbogen Nachf., die das Alleinverkaufsrecht für italienisches Talkum in den USA hatte.
Nach dem „Anschluss“ Österreichs wurde Lothar Elbogen im Sommer 1938 verhaftet, die Firma wurde zwangsverkauft.